# Torrent de Sant Genís
El torrent de Sant Genís, també anomenat torrent de Sant Jeroni, torrent d'Agudells, i més avall torrent de Codolar, era un torrent del vessant barceloní de Collserola, amb un recorregut de 2,4 km i 160 m de desnivell.
Recollia les aigües dels pendents del coll de l'Erola, a la serra d'Agudells; naixia als peus de l'antic monestir de Sant Jeroni de la Vall d'Hebron, on hi havia la mina que abastia el monestir, i que actualment s'ha condicionat com a font del Roure; recorria la fondalada del carrer de Costa Pacheco i el passatge de Madrona Prats, entre l'església de Sant Genís dels Agudells i can Gresa, actual Centre Cívic Casa Groga; creuava el passeig de la Vall d'Hebron per l'hospital de Sant Rafael; travessava la finca de Martí-Codolar pel carrer de la Granja Vella, fins a arribar a la rotonda del carrer de Lisboa, on es trobava amb el torrent de la Font del Bacallà, formant el torrent de la Clota, al barri homònim.